# La Part des ténèbres
Pour l’article homonyme, voir La Part des ténèbres.
La Part des ténèbres (titre original : The Dark Half) est un roman d'horreur écrit par Stephen King et publié en 1989.
Après avoir écrit plusieurs romans sous le nom de plume de Richard Bachman, Stephen King fut finalement démasqué en 1985. Ce roman a été écrit en réaction à cet épisode de sa vie.

## Résumé
Depuis des années, Thadeus « Thad » Beaumont, un écrivain américain basé à Ludlow dans le Maine qui s'est sorti d'une longue période d’alcoolisme chronique, connaît un succès d'estime avec ses romans de facture classique mais reste peu connu du grand public, à sa grande déception.
Cependant, sous le pseudonyme de « George Stark », Thad Beaumont écrit des romans ultra-violents (qui parlent d'un tueur en série nommé Alexis Machine) qui, eux, connaissent un grand succès. Quand il apprend qu'un petit malin a percé à jour son secret et décide de le faire chanter, Thad organise de lui-même la révélation de cette supercherie à la presse. Pour ce faire, il organise, de manière humoristique, la « mort » puis l'« enterrement » simulé de George Stark au cimetière de Castle Rock, ville où il a sa résidence secondaire, en mettant en scène avec sa compagne Liz la pierre tombale de Stark, sur laquelle est inscrite l’épitaphe : « Un mec pas très sympa » (Not A Very Nice Guy).
Mais, quelques jours plus tard, la tombe de Stark est vandalisée, ou plutôt donne l'impression que quelqu'un s'est frayé un chemin de l'intérieur, retournant la terre pour sortir de la tombe. La même nuit, un habitant âgé de Castle Rock est sauvagement assassiné. Le shérif de la ville, Alan Pangborn, menant l'enquête sur ce meurtre, vient interroger Beaumont car ses empreintes digitales ont été relevées dans la voiture de la victime. Malgré l'alibi solide qu'il fournit à Pangborn, le shérif reste convaincu de la culpabilité de Beaumont.
Par la suite, se produisent plusieurs morts violentes, toutes ayant un lien avec Thad Beaumont : tout d'abord l'étudiant en littérature qui avait projeté de faire chanter Beaumont, ensuite l'éditeur de Beaumont puis son agent et enfin la journaliste qui l'avait interviewé lors de la révélation de la supercherie à la presse. Tous sont assassinés de façon horrible par un individu inconnu mais qui fait preuve de cruauté, d'une grande efficacité et de ténacité dans son projet, les victimes étant au fur et à mesure des meurtres protégées par la police. Thad Beaumont, suspecté en premier lieu, présente des alibis tous convaincants mais reste suspecté des meurtres, des indices semblant l'accuser, notamment l'inscription « Les moineaux volent de nouveau » que le tueur appose sur les murs de ses scènes de crime.
Dans le même temps, Thad commence à faire des cauchemars particulièrement réalistes et entre dans des transes d'écriture automatique, inscrivant lui-aussi la phrase « Les moineaux volent de nouveau » sur sa feuille, accompagnée de propos incohérents.
Cherchant à expliquer ses rêves, Thad comprend que son pseudonyme de Georges Stark est derrière ces meurtres, celui-ci ayant pris forme humaine et, par ailleurs, qu'il partage un lien mental avec lui. Après des recherches, il apprend aussi que dans la mythologie les moineaux sont des psychopompes, des entités ayant pour fonction de conduire l'âme des morts, comme un guide ou un passeur. De son côté, l'enquête du shérif Pangborn lui apprend que l'écrivain avait, à la naissance, un frère jumeau qu'il avait absorbé in utero, dont on a retrouvé certains organes dans son corps après une opération au cerveau subie par Beaumont dans son enfance, et alors que le médecin qui l'avait opéré pensait retirer une tumeur.
Pendant ce temps, George Stark, l'auteur des meurtres liés à Beaumont, voit son corps commencer à se décomposer, conséquence de la décision de Thad d'arrêter d'écrire de nouvelles histoires en utilisant son identité. Stark décide alors d'agir pour ne pas disparaître. Déjouant la surveillance policière, il enlève Liz, la femme de Thad et leurs deux bébés jumeaux. Il se rend ensuite avec eux à la résidence secondaire des Beaumont à Castle Rock, et menace Thad de tuer sa famille si celui-ci n'écrit pas un nouveau roman signé George Stark.
Pour sauver sa famille, Thad se voit forcé d'aller retrouver Stark et commence, sous la supervision de son alter ego fantastique, l'écriture d'une nouvelle histoire, découvrant dans le même temps qu'une part de lui-même (sa « part de ténèbres ») y prend du plaisir. Puis, alors que des moineaux commencent, silencieusement, à se rassembler par milliers autour de la maison, Stark prend le relais de Beaumont à l'écriture ; peu après, ses plaies commencent à disparaître pour réapparaître sur le corps de Thad. Voyant son état et comprenant le stratagème de Stark pour rester « vivant », Thad se révolte et se bat contre lui.
Le shérif Pangborn, arrivé sur les lieux sur ces entrefaites, délivre Liz et ses enfants alors que les moineaux, désormais des millions, se ruent à l'intérieur de la maison en mourant par centaines tandis qu'ils cherchent à atteindre Stark. Réussissant à l'attraper après sa pitoyable tentative pour se défendre, la nuée d'oiseaux agrippe Stark et l'emporte au dehors dans le ciel, pour ensuite disparaître avec lui. Mais Liz, qui a été témoin de signes de complicité troublants entre Thad et Stark, se demande si la part sombre de la personnalité de son mari ne ressurgira pas un jour.

## Personnages principaux

### Thad Beaumont / George Stark
Le personnage de Thad Beaumont est très proche de ce que l'on peut retrouver habituellement chez Stephen King, à savoir un écrivain « tourmenté » soit par ses propres erreurs ou démons, soit par la peur de ne pas être « à la hauteur de la tâche ».
Dans ce roman Stephen King ne s'intéresse pas aux réactions ou traumatismes de son « héros » puisqu'il n'y pas à proprement parler de « héros ». De la même façon que l'on représente le Yin et le Yang attachés, les deux antagonistes s'attirent et se repoussent avec force. Mais ce qui rend ici la dualité un peu plus complexe c'est qu'au-delà du manichéisme « Bonne part / Part des ténèbres » ce ne sont pas simplement deux « philosophies » qui s'opposent mais deux hommes avec chacun leurs propres sentiments et interrogations.
Le roman nous fait prendre le parti de Thad mais l'on aurait très bien pu le tourner en roman de vengeance comme le Alexis Machine des romans de Stark.
George Stark « tué » naturellement par son jumeau une première fois puis à nouveau à l'occasion de l'opération chirurgicale de Thad n'est pas à proprement parler un personnage mauvais mais plus une incarnation des fantasmes de Thad qui, légitimement ou non, ne veut pas être oubliée.
Thad devient peu à peu complètement obsédé par Stark ce qui peut se comprendre puisque les deux « partagent » le même esprit. Mais son désir de protéger sa famille lui fait littéralement oublier qu'il ne lutte pas pour lui mais pour eux. C'est ainsi que même s'il a vaincu sa part des ténèbres en le renvoyant au Royaume des Morts, Thad a été « mortellement » touché et a perdu la confiance de sa femme (ce que le shérif Pangborn ne manque pas de remarquer).
L'annonce du suicide de Beaumont dans le roman Sac d'os de Stephen King semble d'ailleurs corroborer cette idée.

### Liz Beaumont
Le personnage de Liz Beaumont  est aussi assez proche des personnages de femmes que King aime à placer dans ses histoires. La « femme américaine » telle qu'il la conçoit est souvent belle, forte, volontaire mais aussi très féminine donc en situation de « faiblesse » lorsque quelqu'un s'en prend à ce qu'elle a de plus cher (ses bébés). Dans le roman, Liz semble à la fois très proche et à des années-lumière de son mari. Capable de savoir lorsqu'il cache quelque chose mais incapable, à l'opposé, de comprendre son esprit, cet écart « naturel » se creuse à mesure que le roman avance et que la menace de Stark se précise.
Liz voit ainsi Stark entrer dans sa vie puis littéralement prendre sa place dans l'esprit de Thad, celui-ci ne vivant plus que pour se protéger ainsi que pour protéger ses enfants. Liz en devient d'ailleurs presque folle lorsque Stark se permet de prendre un des bébés dans ses bras, et que le bébé ne réagisse pas en pleurant, mais reste calme, comme s'il reconnaissait Stark comme un parent.
Littéralement dépassée par les évènements lorsque les moineaux interviennent pour emmener Stark au royaume des morts, Liz frôle à plusieurs reprises la frontière de la folie en entendant ses enfants pleurer. On pense à ce titre que sa confiance vis-à-vis de Thad en sortira définitivement ébréchée.

### Shérif Alan Pangborn
Le shérif Alan Pangborn est décrit comme un officier de police modèle. Doté d'un physique imposant, d'un esprit fin et d'excellents réflexes, on peut dire que Pangborn incarne à sa manière l'image d'une Amérique « protectrice » et « incorruptible ». D'un naturel très rationnel, il mène son enquête de façon tout aussi rationnelle, refusant de croire à l'hypothèse extravagante de Thad. La succession de meurtres, alors même que Thad est sous sa surveillance, l'oblige à revoir ses positions mais il tente de se raccrocher à la réalité avant d'envisager l'hypothèse surnaturelle.
On ne peut pas vraiment dire qu'il éprouve de la sympathie pour Thad, mais le shérif Pangborn devient un peu solidaire des malheurs de la famille Beaumont et cela jusqu'au dénouement final auquel il assiste intégralement sauvant même la vie de Liz à plusieurs reprises.
La fin du roman le montre fortement marqué par les évènements qui viennent de se produire mais il est le seul à garder la tête à peu près froide, du moins pour le moment. On apprend dans Bazaar, roman dont il est le personnage principal, que l'histoire de Thad Beaumont l'a profondément marqué au point de devenir dépressif et que de nombreux cauchemars hantent ses nuits depuis lors.

## Accueil

### Ventes
La Part des ténèbres est resté 19 semaines (dont six à la première place) sur la New York Times Best Seller list, y apparaissant directement à la première place le 5 novembre 1989.
Le Publishers Weekly le classe à la deuxième place des meilleures ventes de romans aux États-Unis en 1989.

### Distinction
En 1990, La Part des ténèbres est nommé au prix Locus du meilleur roman d'horreur, terminant à la deuxième place derrière L'Échiquier du mal de Dan Simmons.

## Liens avec d'autres œuvres de Stephen King
Le shérif Alan Pangborn réapparaît dans Bazaar, roman dans lequel il a le rôle principal. On y apprend que sa femme et son fils sont morts. D'autre part, on apprend dans le roman Sac d'os que Thad Beaumont s'est finalement suicidé, ce qui confirme la « prophétie » de Pangborn à la fin du roman sur la relation entre Thad et Liz.

## Adaptation
Une adaptation cinématographique du roman, La Part des ténèbres a été réalisée par George A. Romero en 1993.